# Forte Lisser
Il forte Lisser è stata una fortezza militare costruita a difesa del confine italiano contro l'Impero austro-ungarico (lungo la linea di confine che attualmente si può collocare tra la provincia di Vicenza e il Trentino) a 1.633 metri di altitudine, sulla sommità dell'omonimo monte. Il forte si trova nel territorio comunale di Enego, in provincia di Vicenza.

## Storia
Il forte fu costruito tra la fine del 1911 e il 1914 sotto la direzione del maggiore del genio Antonio Dal Fabbro. L'opera faceva parte dello Sbarramento Brenta-Cismon ed aveva il compito di sbarrare l'accesso alla Valsugana orientale in caso di attacco nemico. Tuttavia, data la distanza dal fronte, come il forte Cima Lan e il forte Leone all'inizio del conflitto fu in parte disarmato.
Nel maggio 1916 durante l'offensiva di primavera fu parzialmente riarmato con delle batterie posizionate all'esterno dell'opera. Il 2 giugno 1916 le batterie del Forte, due cupole erano ancora armate, aprirono il fuoco contro le truppe imperiali, il 27º Reggimento fanteria e il 2º Reggimento della Bosnia-Erzegovina, che attaccarono le Melette. I tiri troppo corti, come scrisse anche il testimone oculare Emilio Lussu nel suo libro di memorie Un anno sull'Altipiano, colpirono però le proprie linee. Lussu, a tal proposito, scrive: «Tutta la nostra artiglieria era caduta in mano del nemico: noi non ne avevamo più, su tutto l’Altipiano, neppure un pezzo. Solamente, dal forte Lisser, vecchio forte smantellato fin dal 1915, tiravano due pezzi da 149, e sempre sui nostri. Qualche giorno dopo, quel forte fu battezzato, dai nostri corrispondenti di guerra, il "Leone dell’Altipiano"».
Il forte venne danneggiato pochi giorni dopo, l'8 giugno 1916, alle ore 12.20, quando venne centrato da alcuni colpi da 305 mm. Uno dei quali colpì di lato il blocco batterie senza esplodere. Con la fine dell'offensiva e il ritiro delle truppe austro-ungariche su posizioni più arretrate il forte si trovò di nuovo distante dal fronte.
Il 13 novembre del 1917 durante la seconda battaglia delle Melette, scatenatasi in seguito ai fatti relativi allo sfondamento dell'Isonzo, fu occupato dal III Battaglione del 81º Reggimento fanteria austro-ungarico senza trovare alcuna resistenza in quanto gli italiani lo avevano abbandonato poche ore prima. Rimase in mano degli imperiali che lo utilizzarono come deposito munizioni e materiali fino alla fine della guerra.
Nel dopoguerra il forte fu radiato dal demanio militare e venduto a privati. Negli anni '90 fu acquistato dal Comune di Enego che lo fece restaurare.

## Caratteristiche
Il forte era costruito parzialmente seminterrato e, dal lato esposto, era costituito da due piani. Alla sommità si trovavano le cupole coi cannoni mentre in una postazione rialzata vi erano le mitragliatrici. All'interno si trovava una polveriera, un osservatorio, la centrale elettrica con relativo generatore e i rifugi per i soldati.
All'esterno era presente inoltre un fossato.
Tra le fortezze italiane costruite sull'Altopiano dei Sette Comuni si trattava dell'opera corazzata più moderna ma, seppur non entrò praticamente mai in guerra, sia a causa della distruzione italiana a seguito della ritirata, sia al fatto che successivamente fu utilizzato dagli abitanti del posto come cava di pietra (come per la costruzione del campanile di Enego), il forte ha subito negli anni un pesante degrado, anche perché proprio sulla sommità della struttura fu costruito successivamente un impianto di risalita per lo sci alpino. Il forte è di proprietà comunale ed è stato coinvolto in un progetto di ristrutturazione e riqualificazione grazie al progetto denominato Ecomuseo della Grande Guerra nelle Prealpi Vicentine. Dal 2017 è aperto in estate nei fine settimana ed in altre date comunicate.

## Armamento

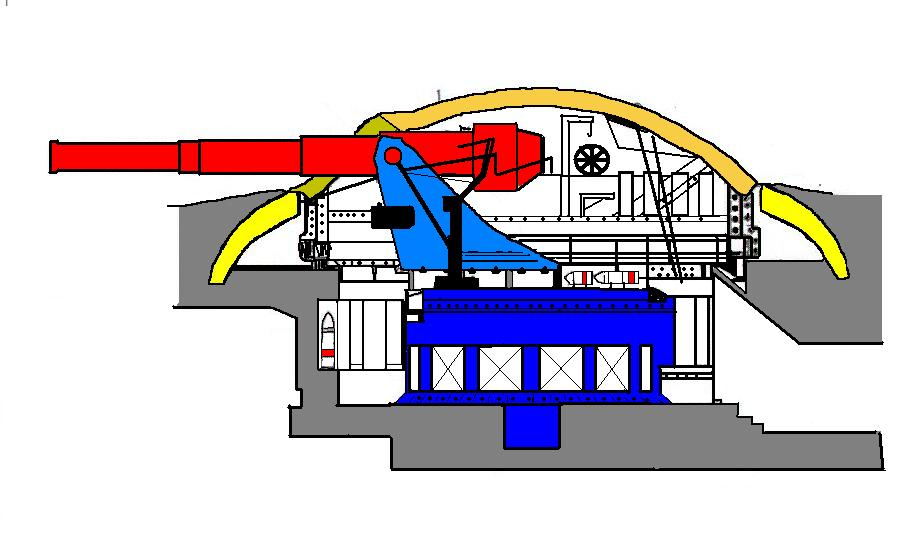
Cupola corazzata girevole tipo Schneider con cannone 149/35 S.

- 4 cannoni 149/35 S. in cupole girevoli corazzate Schneider dallo spessore di 180 mm
- 2 mitragliatrici in torretta corazzata a scomparsa mod. Gardner 1886 sostituite poi con mitragliatrici Maxim mod. 1906
- 5 mitragliatrici in casamatta (2 Gardner e 3 Maxim) di cui tre nel cofano di gola a destra e due in quello di sinistra
- 4 mitragliatrici Perino Mod. 1908 per le postazioni di tiro esterne della fanteria

Inoltre nelle vicinanze erano stati preparati ancora prima della costruzione del forte postazioni per:
- 4 cannoni da 149G
- 8 cannoni da 75A[10]

## Vie d'accesso
Da Asiago si prosegue in direzione Enego, poco dopo località Stoner si svolta a sinistra (indicazioni per Marcesina): giunti presso il rifugio Tombal si prosegue lungo il sentiero CAI 865 che conduce alla sommità del monte Lisser (1.633 m s.l.m.) e quindi al forte.

## Galleria d'immagini

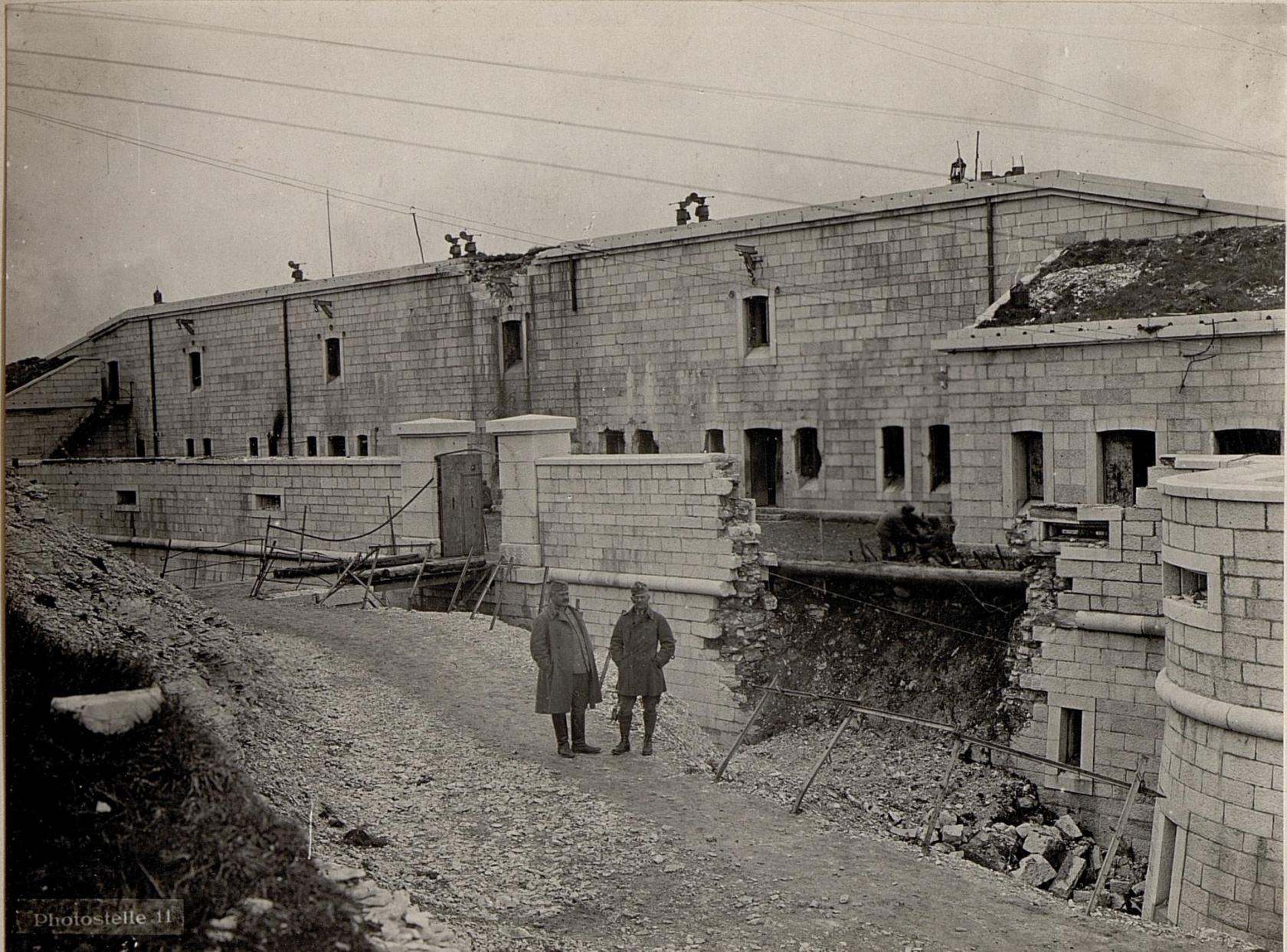
L'ingresso del forte nel 1918
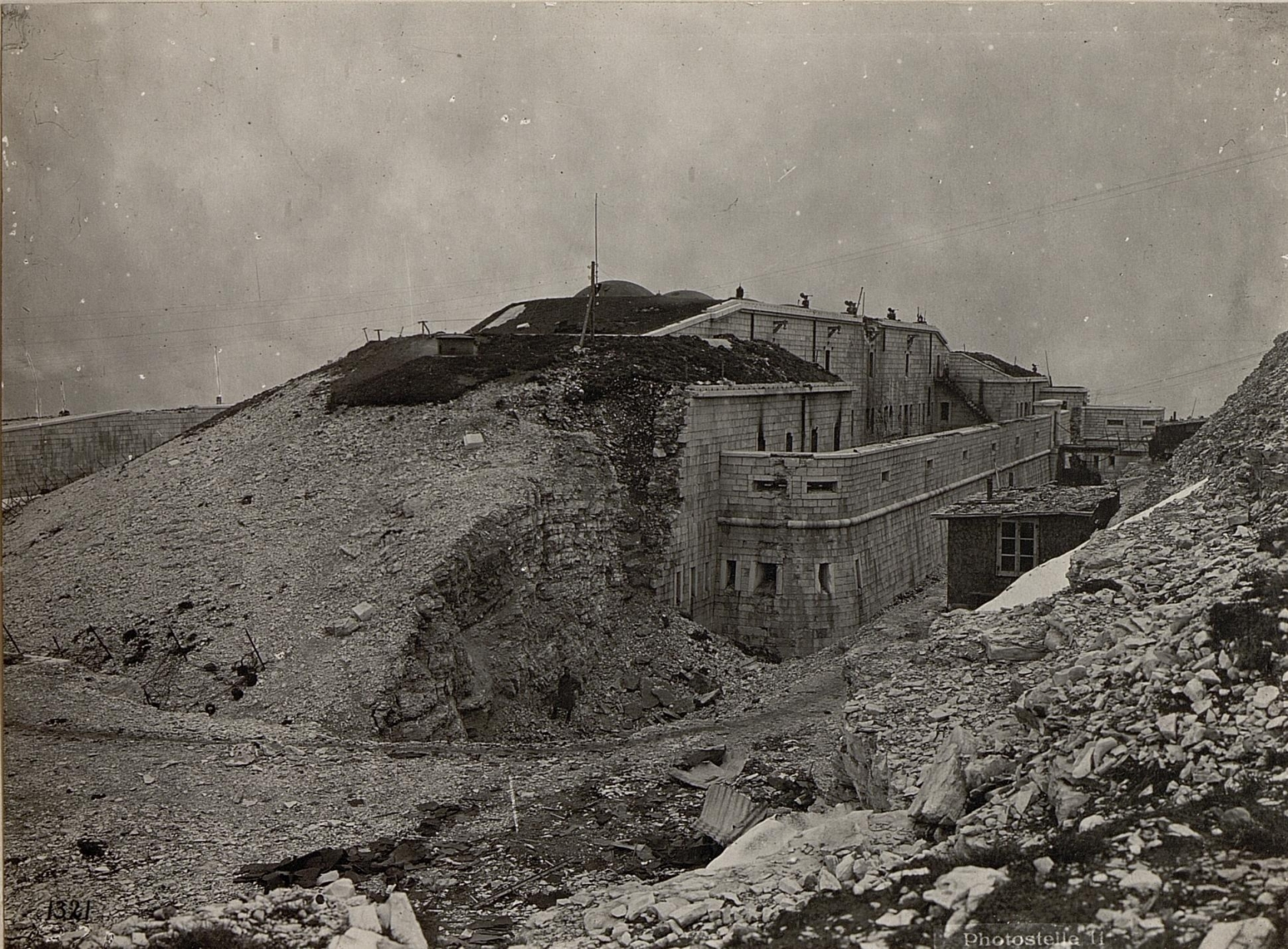
Nel maggio 1918
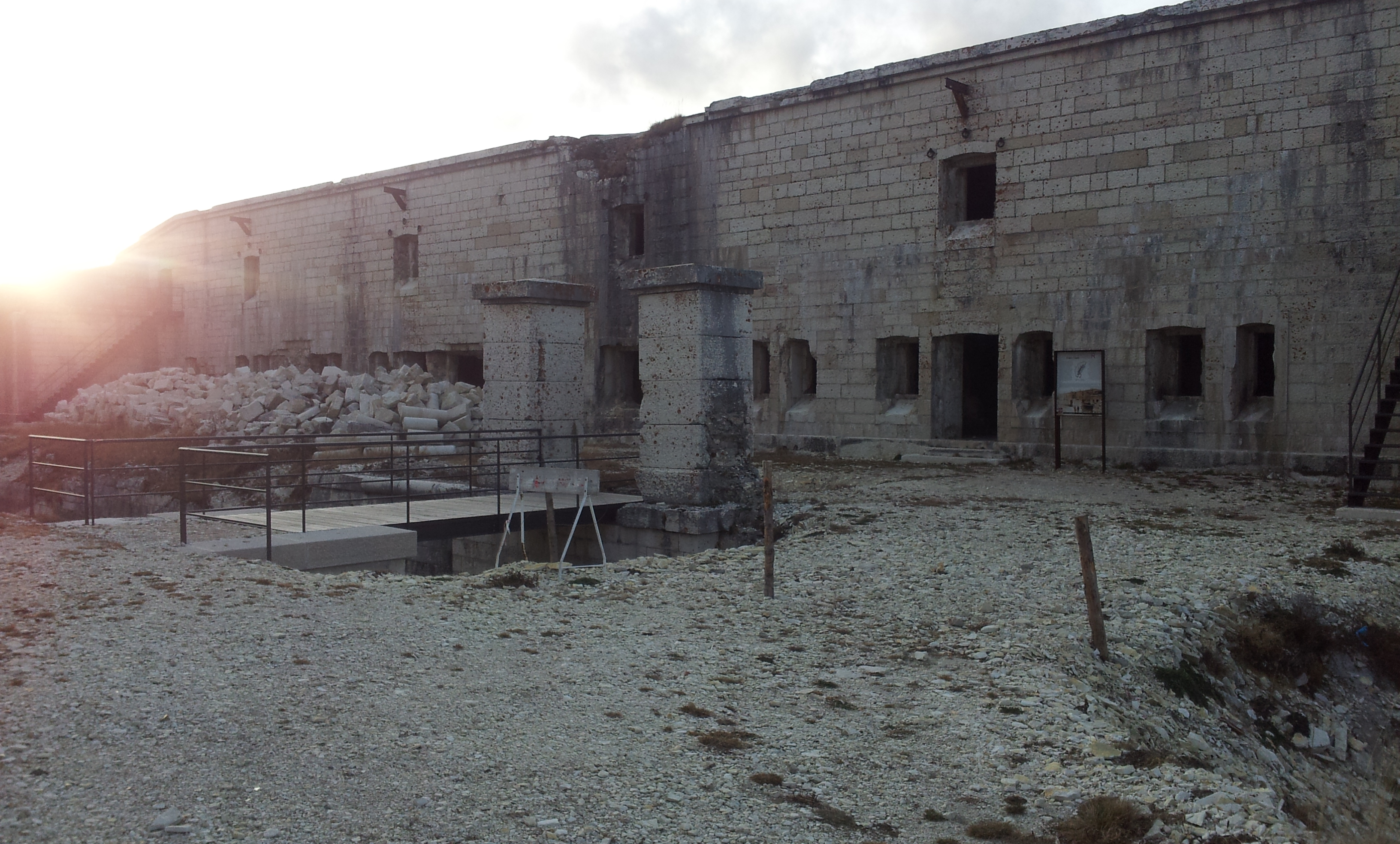
L'ingresso del forte nel 2011
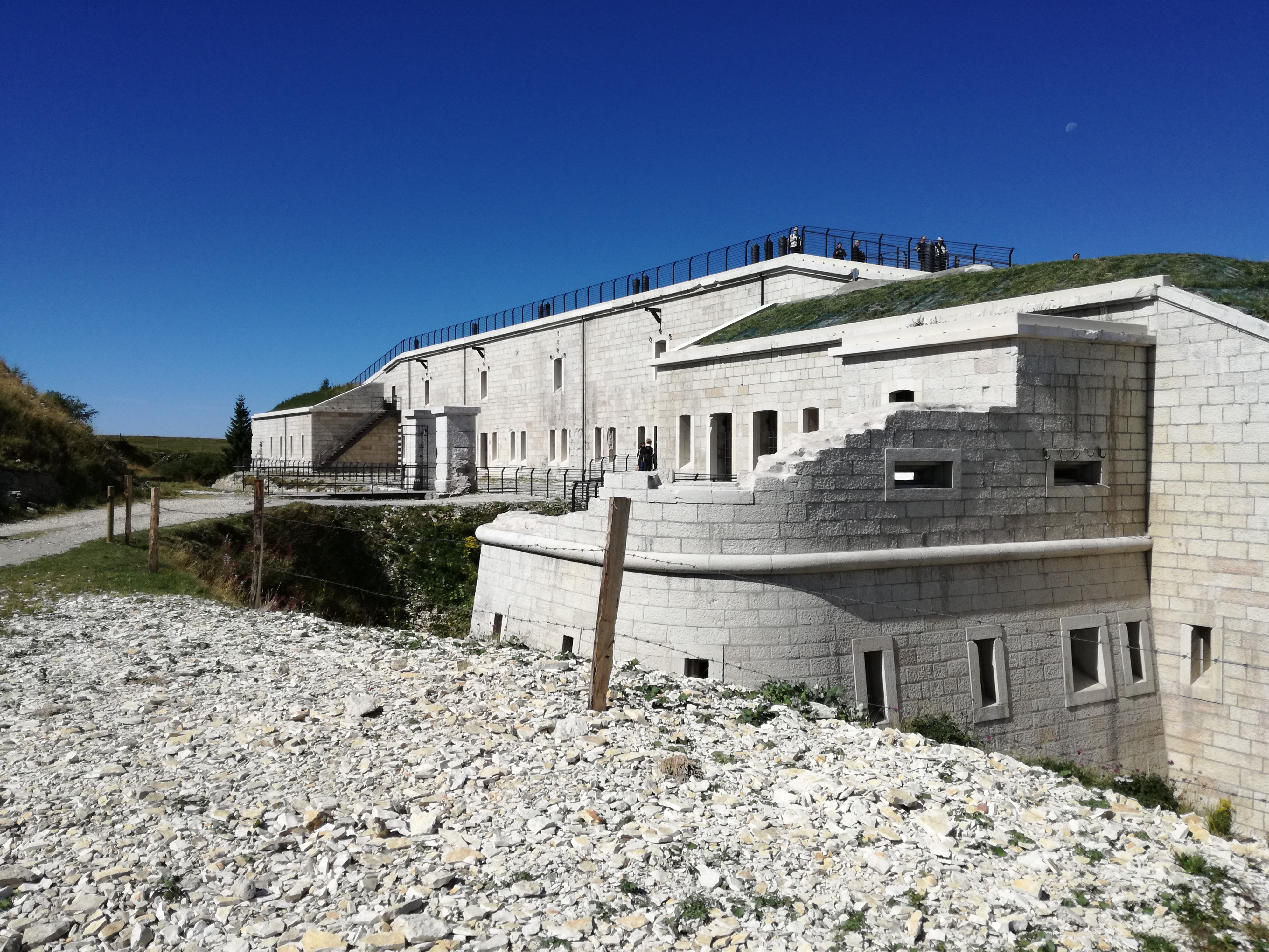
L'opera dopo i lavori di recupero
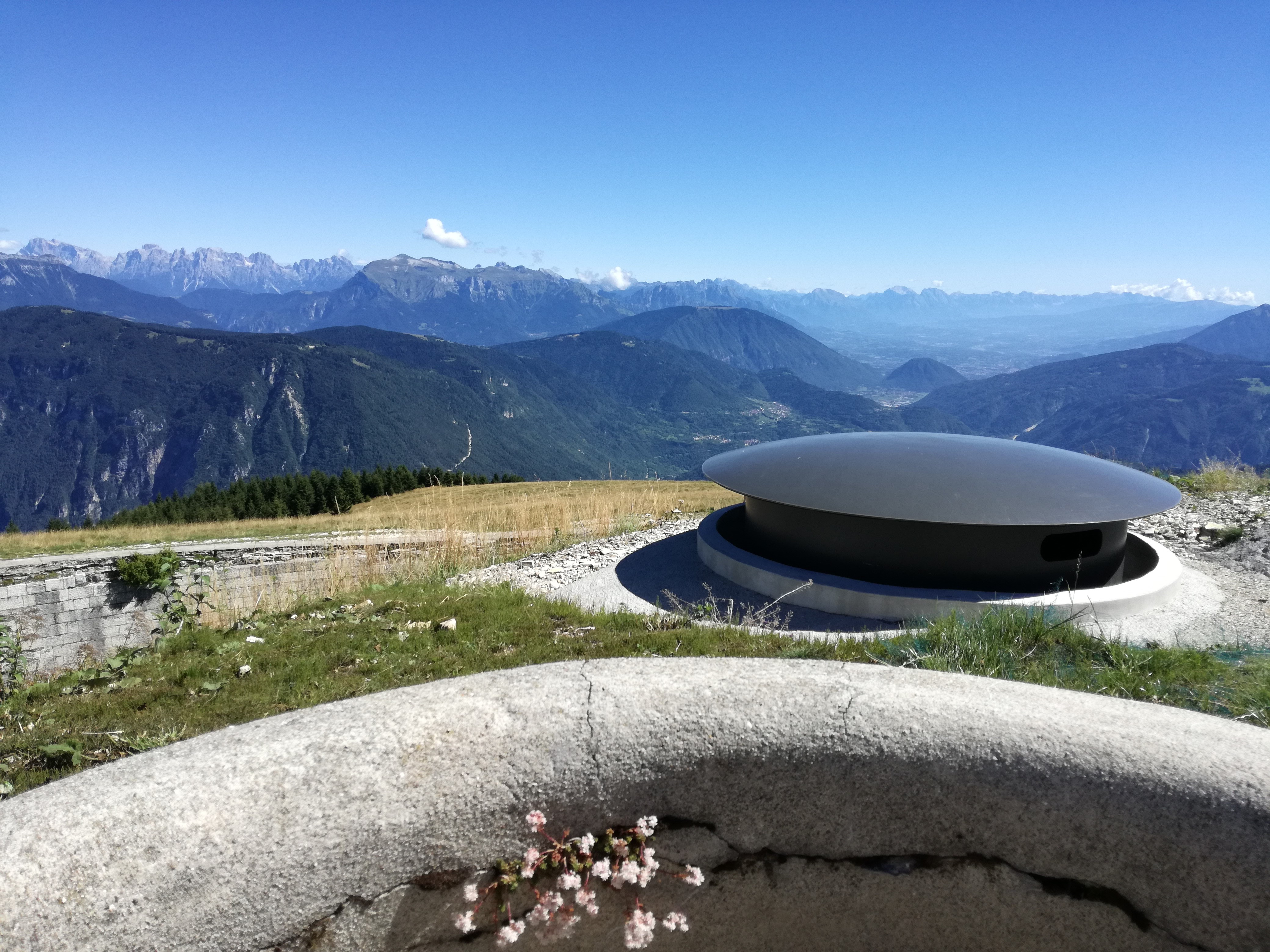
La torretta corazzata a scomparsa di destra ricostruita
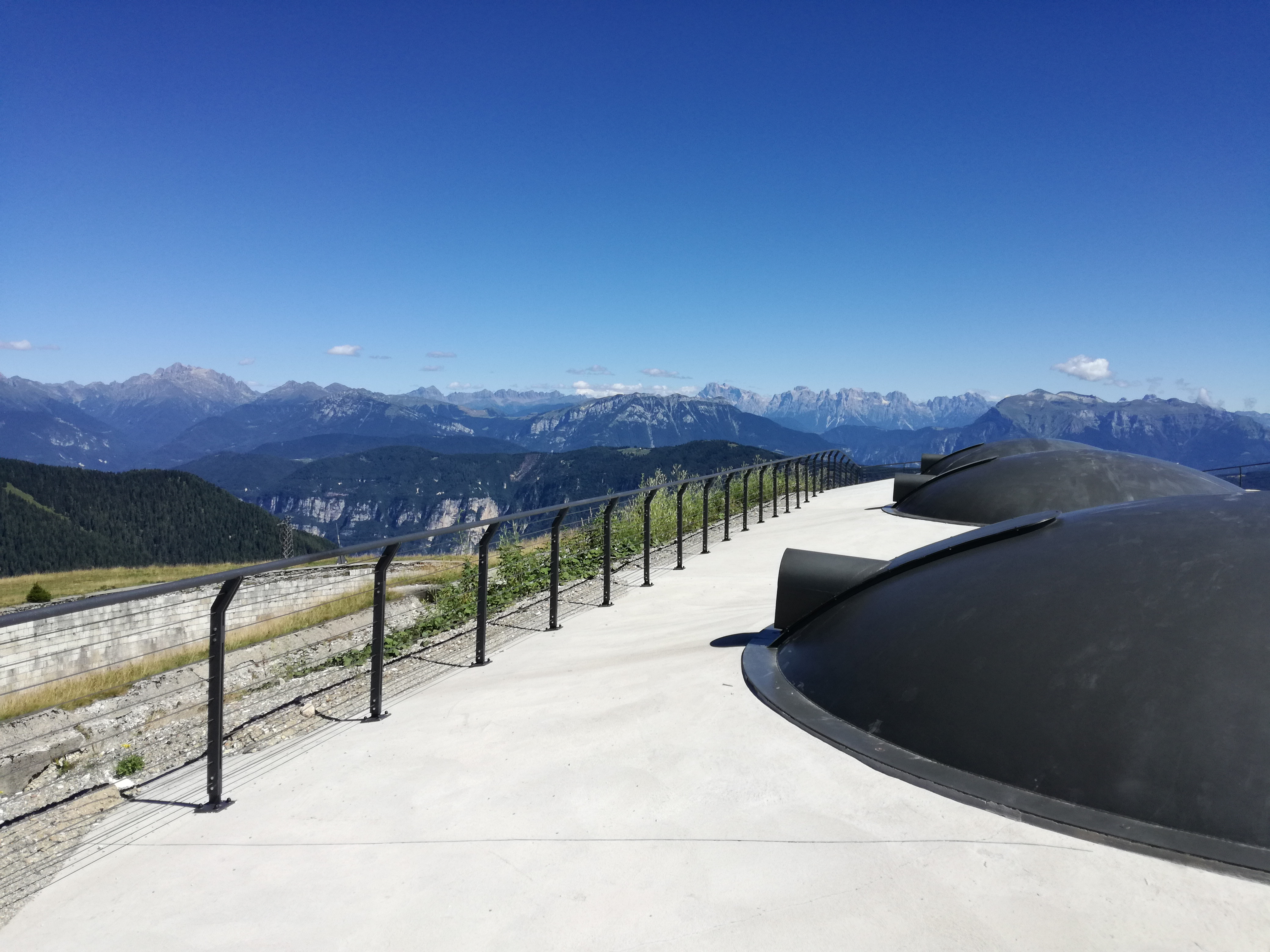
Le cupole corazzate ricostruite del blocco batterie